# NGC 4384
NGC 4384 est une petite (?) galaxie spirale située dans la constellation de la Grande Ourse. NGC 4384 a été découverte par l'astronome germano-britannique William Herschel en 1791.

## Caractéristiques
La classe de luminosité de NGC 4384 est II et elle présente une large raie HI. Elle renferme également des régions d'hydrogène ionisé.

### Distance
Sa vitesse par rapport au fond diffus cosmologique est de 2 687 ± 12 km/s, ce qui correspond à une distance de Hubble de 39,6 ± 2,8 Mpc (∼129 millions d'al).
À ce jour, cinq mesures non basées sur le décalage vers le rouge (redshift) donnent une distance de 22,580 ± 8,066 Mpc (∼73,6 millions d'al), ce qui est loin à l'extérieur des valeurs de la distance de Hubble. Notons que c'est avec la valeur moyenne des mesures indépendantes, lorsqu'elles existent, que la base de données NASA/IPAC calcule le diamètre d'une galaxie. Ici, si on utilise la distance de Hubble au lieu de cette valeur, on obtient un diamètre d'environ 16,1 kpc (∼52 500 al). 

### Galaxie isolée
NGC 4384 est une galaxie du champ, c'est-à-dire qu'elle n'appartient pas à un amas ou un groupe et qu'elle est donc gravitationnellement isolée.

### Émission de radiation ultraviolette
NGC 4384 est une galaxie dont le noyau brille dans le domaine de l'ultraviolet. Elle est inscrite dans le catalogue de Markarian sous la cote Mrk 207 (MK 207).

## Supernova
La supernova SN 2000de a été découverte dans NGC 4384 le 10 août 2000 par Marco Migliardi membre de l'association CROSS de l'association astronomique de Cortina. Cette supernova était de type Ib.